# Pteraichnus
Pteraichnus (en grec : "empremta alada") és un icnogènere que ha estat atribuït a pterosaures. S'ha trobat, entre altres unitats, en la formació Aztec Sandstone als Estats Units. Les petjades de Pteraichnus apareixen en estrats del Juràssic Inferior.